# Ho ucciso!
Ho ucciso! (Crime and Punishment) è un film del 1935 diretto da Josef von Sternberg, liberamente ispirato al romanzo Delitto e castigo di Fëdor Dostoevskij.

## Trama
Radion Raskolnikov è un giovane che, dopo essersi brillantemente laureato in giurisprudenza, si ritrova al verde. Pressato dai debiti, si reca ad un banco di pegni gestito da una donna avida e senza cuore per impegnare l'orologio del defunto padre che la madre gli aveva donato come regalo di laurea. In tale occasione conosce Sonia, una povera ragazza che sta impegnando, per un solo rublo, un oggetto a cui teneva. Mosso dalla compassione ma non solo, regala alla ragazza quel poco che ha ricavato dall'orologio e torna a casa. Qui vengono a trovarlo la madre e la sorella Antonya, che per necessità dovrà sposare Luscin, un uomo benestante ma borioso e autoritario che accetta di prenderla in moglie anche senza dote. Stretto dalla necessità e dal disprezzo per l'avida proprietaria priva di scrupoli dell'agenzia di pegni, Raskolnikov escogita un piano per ucciderla. Mette quindi in atto il suo piano, assassinando la ripugnante vecchia con un attizzatoio e trafugando quello che può prima che altre persone sopraggiungano sul luogo del delitto, riuscendo poi a fuggire non visto. Dell'omicidio viene incolpato un innocente ma le cose sembrano iniziare ad andare bene per Radion, infatti un editore che aveva pubblicato un suo articolo che aveva riscosso molto consenso, gli anticipa 1000 rubli sui lavori futuri. Rinfrancato dal successo liquida in malo modo il tronfio pretendente della sorella che può, quindi, fidanzarsi con Dimitri, il migliore amico di Radion. Viene, poi, contattato da Grilov, il precedente datore di lavoro di Antonia che l'aveva licenziata ingiustamente perché innamorato di lei ma era stato respinto dalla ragazza. L'uomo vorrebbe vedere la ragazza e darle dei soldi per ripagarla di quanto costretta a subire ma Radion lo allontana. Nel frattempo, l'ispettore Profirij inizia a sospettare di Rodion e comincia con lui un sottile gioco psicologico che sfibra il giovane e lo spinge quasi ad ammettere il delitto, ma proprio in quel momento arriva la confessione del poveraccio che era stato ingiustamente accusato ed incarcerato. Momentaneamente sollevato, si reca da Sonia ma sono proprie le parole della ragazza che inducono Radion a rivelarle il suo crimine. A sentire le parole di Radion è, non visto, Grilov che in cambio del suo silenzio chiede ad Antonia di sposarlo, ma la ragazza rifiuta e l'uomo ha un ripensamento e decide di desistere dai suoi propositi. L'ispettore Profirij riesce, nel frattempo, a scoprire l'arma del delitto e, certo della colpevolezza di Radion, cerca di convincerlo a confessare ma il giovane ancora resiste. Più tardi viene raggiunto da Sonia che gli dice di amarlo e che sarebbe disposta anche a fuggire con lui all'estero ma Radion ha deciso e, accompagnato dalla ragazza, si consegna, con animo finalmente alleggerito, all'ispettore Profirij. Lo attendono anni di detenzione in Siberia ma, una volta tornato libero, Sonia sarà lì ad aspettarlo.

## Riconoscimenti
Nel 1935 è stato indicato tra i migliori film stranieri dell'anno dal National Board of Review of Motion Pictures.

## Critica
Per il Dizionario Mereghetti l'evoluzione psicologia del protagonista è poco credibile, ma le invenzioni registiche sono interessanti.
Per il Dizionario Morandini è un film con «un cast sbagliato di attori» e «scivolate di grottesco involontario».